# SGIO Mini Games 1981
Der SGIO Mini Games 1981 im Badminton fanden Mitte 1981 in Brisbane statt. SGIO steht dabei für den Hauptsponsor State Government Insurance Office.

## Medaillengewinner
| Disziplin    | Gold                        | Silber                       | Bronze                          |
| ------------ | --------------------------- | ---------------------------- | ------------------------------- |
| Herreneinzel | Syed Modi                   | Steve Wilson                 | Mark Harry                      |
| Herreneinzel | Syed Modi                   | Steve Wilson                 | Graeme Robson                   |
| Dameneinzel  | Ami Ghia                    | Wendy Charter                | Robin Denton                    |
| Dameneinzel  | Ami Ghia                    | Wendy Charter                | Julie McDonald                  |
| Herrendoppel | Philip Horne Steve Wilson   | Chris Bullen Graeme Robson   | Pat Tryon Paul Johnson          |
| Herrendoppel | Philip Horne Steve Wilson   | Chris Bullen Graeme Robson   | Mark Harry Darren McDonald      |
| Damendoppel  | Maxine Evans Julie McDonald | Audrey Swaby Robyn Hobba     |                                 |
| Damendoppel  | Maxine Evans Julie McDonald | Audrey Swaby Robyn Hobba     |                                 |
| Mixed        | Chris Bullen M. Lee         | Graeme Robson Toni Whittaker | Michael Scandolera Audrey Swaby |
| Mixed        | Chris Bullen M. Lee         | Graeme Robson Toni Whittaker | Philip Horne Robin Denton       |

## Finalresultate
| Disziplin    | Sieger                      | Finalist                     | Ergebnis           |
| ------------ | --------------------------- | ---------------------------- | ------------------ |
| Herreneinzel | Syed Modi                   | Steve Wilson                 | 17–14, 15–1        |
| Dameneinzel  | Ami Ghia                    | Wendy Charter                | 11–6, 11–7         |
| Herrendoppel | Steve Wilson Philip Horne   | Chris Bullen Graeme Robson   | 15–12, 15–12       |
| Damendoppel  | Maxine Evans Julie McDonald | Audrey Swaby Robyn Hobba     | 15–5, 13–18, 15–12 |
| Mixed        | Chris Bullen M. Lee         | Graeme Robson Toni Whittaker | 15–9, 8–15, 15–8   |